# Гапоно-Мечетное (Покровский район)
Гапоно-Мечетное (укр. Гапоно-Мечетне) — село,
Покровский поселковый совет,
Покровский район,
Днепропетровская область,
Украина.
Код КОАТУУ — 1224255103. Население по переписи 2001 года составляло 2 человека .

## Географическое положение
Село Гапоно-Мечетное находится в 3,5 км от правого берега реки Волчья.
По селу протекает пересыхающий ручей с запрудами,
выше по течению которого на расстоянии в 0,5 км расположено село Мечетное,
ниже по течению на расстоянии в 3,5 км расположен пгт Покровское.
Рядом проходит автомобильная дорога Н-15 и
железная дорога, станция Мечетная в 8-и км.

## История
- 1925 — дата основания.